# Creu Coberta d'Almàssera
La Creu Coberta d'Almàssera, o Creu del Carraixet, és una creu de terme d'Almàssera (Horta Nord), a l'antiga carretera de Barcelona anomenada camí reial de Morvedre durant l’època foral. molt a prop del barranc del Carraixet.

## Descripció
Es compon de la creu de pedra treballada pròpiament, sobre peiró també de pedra, que descansa sobre tres grades octogonals, i tot cobert per un templet construït amb una estructura de fusta i teula àrab, i sustentada per quatre pilars de carreus disposats de forma radial, i decorats amb socarrats valencians també del segle xx. Respecte a la creu, hi és representat Crist crucificat entre àngels i sants rodejats per una decoració vegetal. En la part posterior d'aquesta apareix representada una imatge de la Mare de Déu amb el Xiquet.

## Història
Va ser construïda els anys 1372-1373, en temps del rei Pere IV el Cerimoniós, per un mestre pedrapiquer de Sant Mateu i ja se li va fer inicialment la teulada de protecció. El promotor va ser el Consell Municipal de la ciutat de València, per a marcar el límit de la contribució particular de la ciutat. L’any 1433 la coberta fou totalment renovada de nou pel propi consell municipal. Posteriorment, l'any 1604 tornà a ser refeta dita cobertura amb teules blaves, similars a les que hi ha hui en dia. Durant els segles posteriors ha estat objecte de reparacions periòdiques. La base fou realçada amb dos graons més en la restauració general de l’any 1942, i també va refer-se la columna i la creu del peiró, destruïdes durant la Guerra Civil.